# Parafia Nawiedzenia Najświętszej Maryi Panny i św. Anny w Lubawie
Parafia Nawiedzenia NMP i św. Anny w Lubawie – parafia rzymskokatolicka w diecezji toruńskiej, dekanacie Lubawa, z siedzibą w Lubawie. Erygowana na początku XIII wieku.

## Historia
- XIII wiek – ustanowienie parafii.

## Kościół parafialny
- Kościół gotycki z połowy XIV wieku, przebudowany w XVI wieku. Kaplica renesansowa 1581, nagrobki renesansowe. Wystrój wnętrza późnobarokowy.

## Zasięg parafii
Do parafii należą wierni z miejscowości: Lipy, Losy, Targowisko Górne, Targowisko Dolne oraz z Lubawy, mieszkających przy ulicach: Aleja Wojska Polskiego, Bankowej, Biskupiej, Chrobrego, Borek, Browarnej, Chopina, Dworcowej (numery 1-16), Gdańskiej, Grunwaldzkiej, Grzymowicza, Jagiellońskiej, Kilińskiego, Kopernika, Kościelnej, Kowalskiej, Krasińskiego, Krótkiej, Kupnera (numery 1-16), Kwiatowej, Leśnej, Lipowej, Łącznikowej, Sucharskiego, Matejki, Mickiewicza, Mieszka I, Nowej, Ogniowej, Ogrodowej, Olsztyńskiej, Orlej, Jana Pawła II, Patera, Piaskowej, Pielgrzyma, Plac 700-lecia, Podstawowe Murami, Podgórnej, Polnej, Pomorskiej, Poznańskiej, Prusa, Przemysłowej, Ratuszowej, Reja, Reymonta, Ruczyńskiego, Rynek, Rzepnikowskiego (numery 16-54), Sadowej, Sądowej, Składowej, Słonecznej, Słowackiego, Spichlerzowej, Św. Barbary, Toruńskiej, Towarowej, Warszawskiej (numery 1-24), Wąskiej, Witosa, Wyzwolenia, Zamkowej, Żeromskiego.